# Иоганн Людвиг (граф Нассау-Хадамара)
Иоганн Людвиг Нассау-Хадамарский (нем. Johann Ludwig von Nassau-Hadamar; 6 августа 1590, Дилленбург — 10 марта 1653, Хадамар) — граф Нассау-Хадамар (1606—1650), князь Нассау-Хадамар с 1650 года.

## Биография
Второй сын графа Иоганна VI Нассау-Дилленбургского (1536—1606), от третьего брака с Иоганнеттой фон Сайн-Витгенштейн (1561—1622).
В 1606 году после смерти Иоганна VI княжество Нассау было разделено между его пятью сыновьями. Вильгельм Людвиг получил во владение Нассау-Дилленбург, Иоганн VII— Нассау-Зиген, Георг — Нассау-Байльштайн, Эрнст Казимир — Нассау-Диц, а Иоганн Людвиг — Нассау-Хадамар.
Когда Иоганну Людвигу было 28 лет от роду, началась Тридцатилетняя война в Германии. Он тщетно пытался сохранить графство Нассау-Хадамар от бедствий войны. Его земли пострадали от прохождения императорских и протестантских войск, которые грабили и разоряли графство. В 1643 году Иоганн Людвик Нассау-Хадамарский вынужден был продать Эстерау графу Петеру Меландеру, графу фон Хольцапфелу.
В 1629 году граф Иоганн Людвик Нассау-Хадамар вместе с братьями ездил в качестве посла в Вену, чтобы договориться о перемирии с германским императором Фердинандом II Габсбургом. Под влиянием иезуита Вильгельма Ламормена Иоганн Людвиг отказался от протестантизма и принял римско-католическую веру. Иоганн Людвиг был высоко оценен императором за его дипломатическое мастерство. В 1638 году он успешно вел мирные переговоры в Кельне и Мюнстере. В 1645 году он входил в состав императорской делегации под руководством Максимилиана фон унд цу Трауттмансдорфа, который вел переговоры о заключении Вестфальского мира. К 1647 году он заменил Максимилиана Трауттмансдорфа в качестве главы императорской делегации, и именно он завершил мирные переговоры.
В награду он получил в 1650 году от германского императора Фердинанда III титул имперского князя и большое денежное вознаграждение. В 1647 году король Испании Филипп IV пожаловал ему Орден Золотого руна.

## Семья и дети
22 августа 1617 года Иоганн Людвиг Нассау-Хадамарский женился на Урсуле Липпской (25 февраля 1598 — 17 июля 1638), дочери Симона VI Липпского (1554—1613) и Елизаветы Гольштейн-Шаумбургской. У них было 14 детей:
- Иоганн Людвиг (28 августа 1623 — 12 января 1624)
- Симон Людвиг (8 декабря 1624 — 28 февраля 1628)
- Иоганна Елизавета (17 января 1619 — 2 марта 1647), жена с 1642 года Фридриха, принца Ангальт-Гарцгероде (ум. 1670)
- София Магдалина (16 февраля 1622 — 28 июня 1658), муж — Людвиг Генрих, принц Нассау-Дилленбургский (1594—1662)
- Мориц Генрих (24 апреля 1626 — 24 января 1679), князь Нассау-Хадамар (1653—1679)
- Герман Отто (3 декабря 1627 — 26 июля 1660), каноник в Трире, Майнце и Кельне
- Филипп Людвиг (11 декабря 1628 — 24 декабря 1629)
- Иоганн Эрнст (25 октября 1631 — 28 декабря 1651), каноник в Кельне и Мюнстере
- Франц Бернхард (24 сентября 1637 — 15 сентября 1695), каноник в Кельне
- Ансельм Фердинанд (4 января 1634 — 3 мая 1634)
- неназванный сын (род. 2 января 1633)
- Луиза Урсула (22 марта 1620—1635)
- Анна Екатерина (27 апреля 1630 — 10 июня 1630)
- Мария Елизавета (23 июля 1638 — 23 июля 1651).